# Gerichtsbezirk Petschau
Der Gerichtsbezirk Petschau (tschechisch soudní okres Bečov) war ein dem Bezirksgericht Petschau unterstehender Gerichtsbezirk im Kronland Böhmen. Er umfasste Gebiete im Westen Böhmens. Zentrum und Gerichtssitz des Gerichtsbezirks war die Stadt Petschau (Bečov).
Das Gebiet gehörte seit 1918 zur neu gegründeten Tschechoslowakei und ist seit 1993 Teil der Tschechischen Republik.

## Geschichte
Die ursprüngliche Patrimonialgerichtsbarkeit wurde im Kaisertum Österreich nach den Revolutionsjahren 1848/49 aufgehoben. An ihre Stelle traten die Bezirks-, Landes- und Oberlandesgerichte, die nach den Grundzügen des Justizministers geplant und deren Schaffung am 6. Juli 1849 von Kaiser Franz Joseph I. genehmigt wurde.
Der Gerichtsbezirk Petschau gehörte zunächst zum Kreis Eger und umfasste 1854 die 33 Katastralgemeinden Böhmisch-Killmes, Döllnitz, Gabhorn, Gängerhof, Grün, Goschowitz, Großmaul, Großsangerberg, Kleinsangerberg, Neukaunitz, Killitz, Laimgruben, Mies, Müllersgrün, Neudorf, Petschau, Pirten, Peschowitz, Poliken, Poschitz, Pröles, Rading, Sattl, Schönthal, Schönwehr, Teichhäusln, Theusing, Untertiefenbach, Tissau, Trossau, Tschebon, Uitwa und Wasserhäuseln.
Der Gerichtsbezirk Petschau bildete im Zuge der Trennung der politischen von der judikativen Verwaltung
ab 1868 gemeinsam mit dem Gerichtsbezirk Karlsbad (Karlovy Vary) den Bezirk Karlsbad.
Im Zuge der Errichtung des Gerichtsbezirks Marienbad musste der Gerichtsbezirk Petschau die Stadt Sangenberg an den Gerichtsbezirk Marienbad abtreten, wobei diese Änderung per 1. Mai 1888 amtwirksam wurde.
Nachdem der Gerichtsbezirk Marienbad am 1. Oktober 1902 gemeinsam mit dem Gerichtsbezirk Bad Königswart (Mariánské Lázně) zum Bezirk Marienbad erhoben wurde, bildete der Gerichtsbezirk Petschau gemeinsam mit dem Gerichtsbezirk Tepl den Bezirk Tepl.
Die Bevölkerungszahl des Gerichtsbezirks wurde 1854 auf 18.000 Einwohner geschätzt. 1869 ergab die erste Volkszählung eine Einwohnerzahl von 19.206 Menschen in 25 Gemeinden bzw. 33 Katastralgemeinden.
Nach der Abtretung der Stadt Sangerberg sank die Bevölkerungszahl bis 1890 auf 16.558 Einwohner, die nun in 28 Gemeinden bzw. 31 Katastralgemeinden lebten.
Der Gerichtsbezirk umfasste im Jahr 1900 eine Fläche von 210,28 km² wobei im Gerichtsbezirk nun 31 Gemeinden bzw. 32 Katastralgemeinden bestanden.
Der Gerichtsbezirk Petschau wies 1910 eine Bevölkerung von 16.436 Personen auf, von denen 16.383 Deutsch und fünf Tschechisch als Umgangssprache angaben. Im Gerichtsbezirk lebten zudem 48 Anderssprachige oder Staatsfremde.
Durch die Grenzbestimmungen des am 10. September 1919 abgeschlossenen Vertrages von Saint-Germain kam der Gerichtsbezirk Petschau vollständig zur neugegründeten Tschechoslowakei, wobei die Gerichtseinteilung bis 1938 im Wesentlichen bestehen blieb. Nach dem Münchner Abkommen wurde das Gebiet dem Landkreis Tepl zugeschlagen. Nach dem Zweiten Weltkrieg gehörte das Gebiet zum Okres Cheb, dessen Behörden jedoch im Zuge einer Verwaltungsreform 2003 ihre Verwaltungskompetenzen verloren. Diese werden seitdem von den Gemeinden bzw. dem Karlovarský kraj, zu dem das Gebiet um Bečov seit Beginn des 21. Jahrhunderts gehört, wahrgenommen.

## Gerichtssprengel
Der Gerichtssprengel umfasste Ende 1914 die 32 Gemeinden Böhmisch Killmes (Český Chloumek), Döllnitz (Odelenovice), Gabhorn, Gängerhof, Goschowitz (Kojšovice), Großmaul (Kosmová), Grün, Killitz (Chýlice), Leimgruben (Hlínky), Mies (Stříbro), Müllersgrün, Neudorf (Nová Ves), Neukaunitz, Peschkowitz (Pečkovice), Petschau (Běcov), Pirten, Polliken (Polikno), Poschitz (Bošice), Pröles (Přileze), Rading (Radyně), Sattl (Sedlo), Schönthal, Schönwehr, Teichhausen, Theusing (Toužím), Tissau (Tysov), Töppeles, Trossau (Trosava), Tschebon (Třboun), Uittwa (Útvina), Untertiefenbach (Dolní Tiefenbach) und Wasserhäuseln.